# جائزة أفضل لاعب كرة قدم في العالم 2006

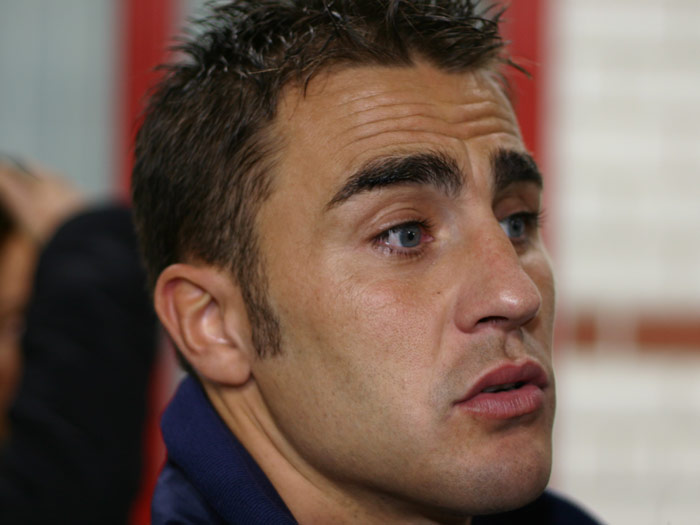

فاز بجائزة أفضل لاعب كرة قدم في العالم 2006 الإيطالي فابيو كانافارو.